# Water of Ae
Das Water of Ae, auch kurz Ae, ist ein Fluss in der schottischen Council Area Dumfries and Galloway, beziehungsweise der traditionellen Grafschaft Dumfriesshire.

## Verlauf
Der Fluss entspringt in mehreren Quellbächen an der Ostflanke des Queensberry am Südrand der Lowther Hills. Er fließt zunächst vornehmlich in südlicher Richtung durch ein bewaldetes Gebiet namens Forest of Ae, das nach dem Fluss benannt ist. In Höhe des Dorfes Ae knickt der Lauf des Water of Ae nach Südosten ab. Rund 2,5 km nordwestlich von Lochmaben erfolgt eine weitere Wendung nach Nordosten. Rund zwei Kilometer flussabwärts mündet das Water of Ae nach einer Gesamtlänge von rund 27 km bei Templand in das Kinnel Water, das schließlich über den Annan in den Solway Firth entwässert.
Der Lauf des Water of Ae führt durch eine dünnbesiedelte Region Südwestschottlands. Das nur wenige hundert Einwohner zählende Dorf Ae ist die einzige nennenswerte Siedlung entlang seinen Ufern. Auf seinem Lauf münden zahlreiche Bäche in das Water of Ae, von denen die Bäche Deer Burn, Bran Burn, Capel Burn, Windyhill Burn, Goukstane Burn, Black Linn Burn und Garrel Burn die größten sind. Signifikante Zuflüsse besitzt das Water of Ae nicht.

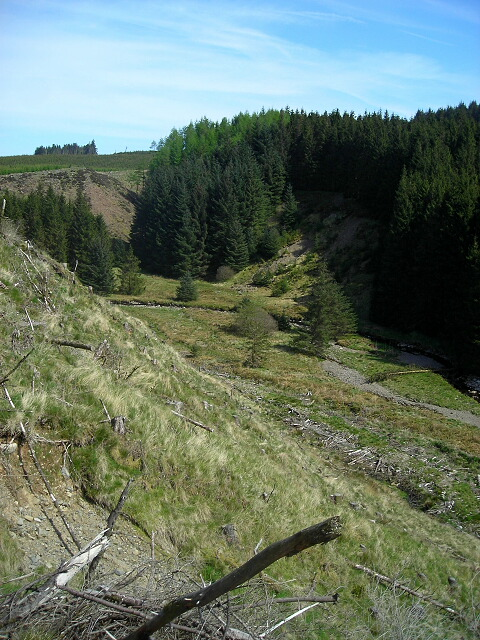
Oberlauf des Water of Ae
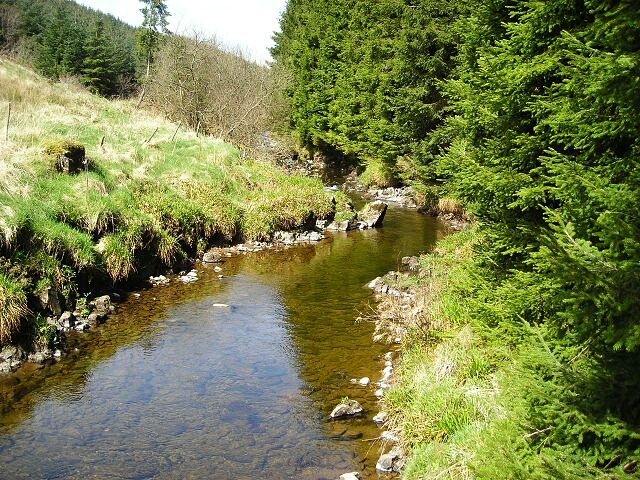
Das Capel Water, einer der Hauptzuflüsse des Water of Ae

## Bauwerke
Verschiedene Nebenstraßen von geringer verkehrsinfrastruktureller Bedeutung queren das Water of Ae. Einzig die Querung der A701 (Edinburgh–Dumfries) ist erwähnenswert. Rund zwei Kilometer vor seiner Mündung befindet sich das Tower House Elshieshields Tower am rechten Ufer. Das vermutlich in den 1560er Jahren entstandene Bauwerk geht vermutlich auf einen in den 1420er Jahren erbauten Wehrturm am selben Standort zurück. Nahe dem Tower House wurde 1825 die Elshieshields Bridge als Querung des Water of Ae errichtet. Die einbögige Steinbogenbrücke ist ebenso wie der Wehrturm denkmalgeschützt.